# Badeanstalt Brausenwerth

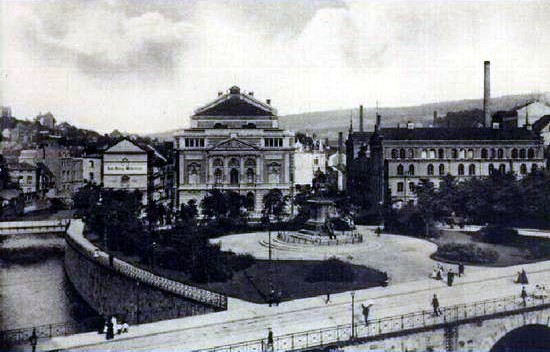
Der Brausenwerther Platz mit Kaiserdenkmal, Stadttheater (Mitte) und Schwimmanstalt (rechts), um 1895

Die Badeanstalt Brausenwerth (auch Stadtbad Elberfeld oder Stadtbad Brausenwerth) war eine Badeanstalt, die von 1887 bis 1943 auf dem Brausenwerther Platz 3 in Elberfeld bestand (ab 1929 zu Wuppertal gehörend).

## Geschichte

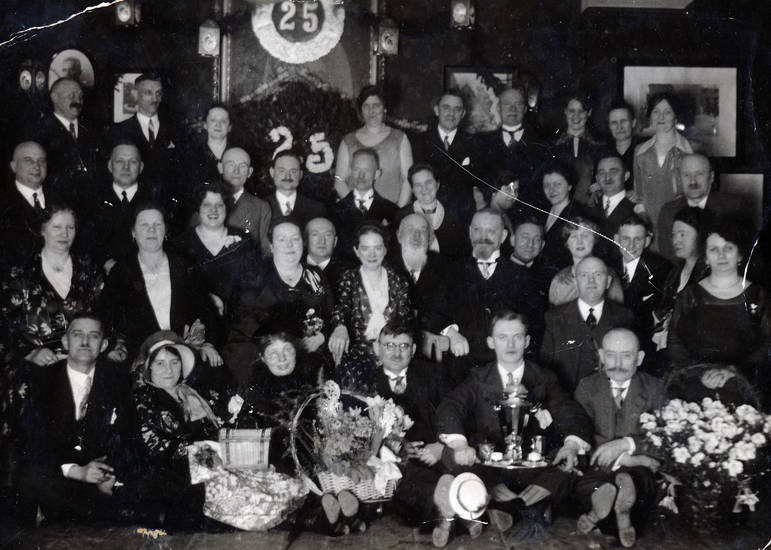
Personal der Badeanstalt Brausenwerth, 1930

Das 1829 eröffnete Schlachthaus am Brausenwerth stellte 1879 seinen Betrieb ein. Danach diente das Gebäude noch als Lagerhaus, bis es für den Neubau der städtischen Badeanstalt weichen musste. In den benachbarten Städten Barmen und Elberfeld, aus denen 1929 sich die Stadt Wuppertal bildete, entstanden verschiedene Badeanstalten für „Wannen- und Brausebäder“, oftmals mit einem Schwimmbad verbunden, die dazu dienten, den vielen Einwohnern ohne eigenes Bad regelmäßige Körperpflege zu ermöglichen.
1885 wurde neben dem Hotel Kaiserhof mit dem Bau des Bades begonnen; am 16. Juli 1887 wurde es eingeweiht. Die Beleuchtung der Einrichtung war elektrifiziert. Die Öffnungszeiten der Badeanstalt waren 6.30 Uhr bis 20.45 Uhr.
Zwei Standbilder mit Löwen wurden nach einem Entwurf des Bildhauers Christian Daniel Rauch aus dem Jahre 1833 gefertigt. Ursprünglich standen die zwei Löwen vor dem Gebäude des Alten Elberfelder Rathauses (dem heutigen Von der Heydt-Museum). Wegen des zunehmenden Verkehrs wurden sie 1877 von dort entfernt, für zehn Jahre in einem Lagerhaus am Neuenteich untergestellt und nach der Eröffnung der Badeanstalt vor deren Eingang aufgestellt. Zwischen der Wupper und der Badeanstalt wurde bis 1888 das Stadttheater am Brausenwerth erbaut.
Das Bad wurde mit seinen umstehenden Gebäuden bei dem Luftangriff auf Elberfeld 1943 zerstört, die Ruinen beseitigt und nicht wieder aufgebaut. An seiner Stelle durchquert heute die Bundesstraße 7 das Tal der Wupper.